# Yupun Abeykoon
Mudiyansalage Yupun Abeykoon, né le 31 décembre 1994 à Negombo, est un athlète srilankais, spécialiste du 100 m.

## Biographie
En 2020 Yupun Abeykoon établit un nouveau record du Sri Lanka sur 100 mètres en 10 s 16, record qu'il améliore d'un centième en 2021.
En 2022, il porte son record à 10 s 06 à Dessau, devançant le Kenyan Ferdinand Omanyala.
Le 3 juillet 2022, lors du meeting de La Chaux-de-Fonds, Yupun Abeykoon franchit pour la première fois de sa carrière la barrière des dix secondes sur 100 m en parcourant la distance en 9 s 96 (+ 1,6 m/s). Au mois d'août il décroche la médaille de bronze aux Jeux du Commonwealth.
La même année il bat le record national du 200 m en 20 s 37.

## Palmarès
| Date | Compétition          | Lieu       | Résultat | Épreuve | Temps   |
| ---- | -------------------- | ---------- | -------- | ------- | ------- |
| 2022 | Jeux du Commonwealth | Birmingham | 3e       | 100 m   | 10 s 14 |

## Records
| Épreuve | Temps        | Lieu              | Date           |
| ------- | ------------ | ----------------- | -------------- |
| 100 m   | 9 s 96 (NR)  | La Chaux-de-Fonds | 3 juillet 2022 |
| 200 m   | 20 s 37 (NR) | Grosseto          | 22 mai 2022    |